# Alfred Schellenberg (Kunsthistoriker)
Alfred Gustav August Schellenberg (* 21. Mai 1888 in München; † 18. Februar 1957 in Düsseldorf) war ein deutscher Kunsthistoriker, Sippenforscher, Genealoge und Autor. Jeweils zeitweise war er Lehrer an der Breslauer Kunstgewerbeschule, NS-Kommissar des Nationalmuseums Warschau während der deutschen Besatzung Polens, Syndikus beim Bund deutscher Architekten und Ausstellungsleiter der Breslauer Messe AG. Schellenberg war Autor des Schlesischen Wappenbuchs.

## Leben

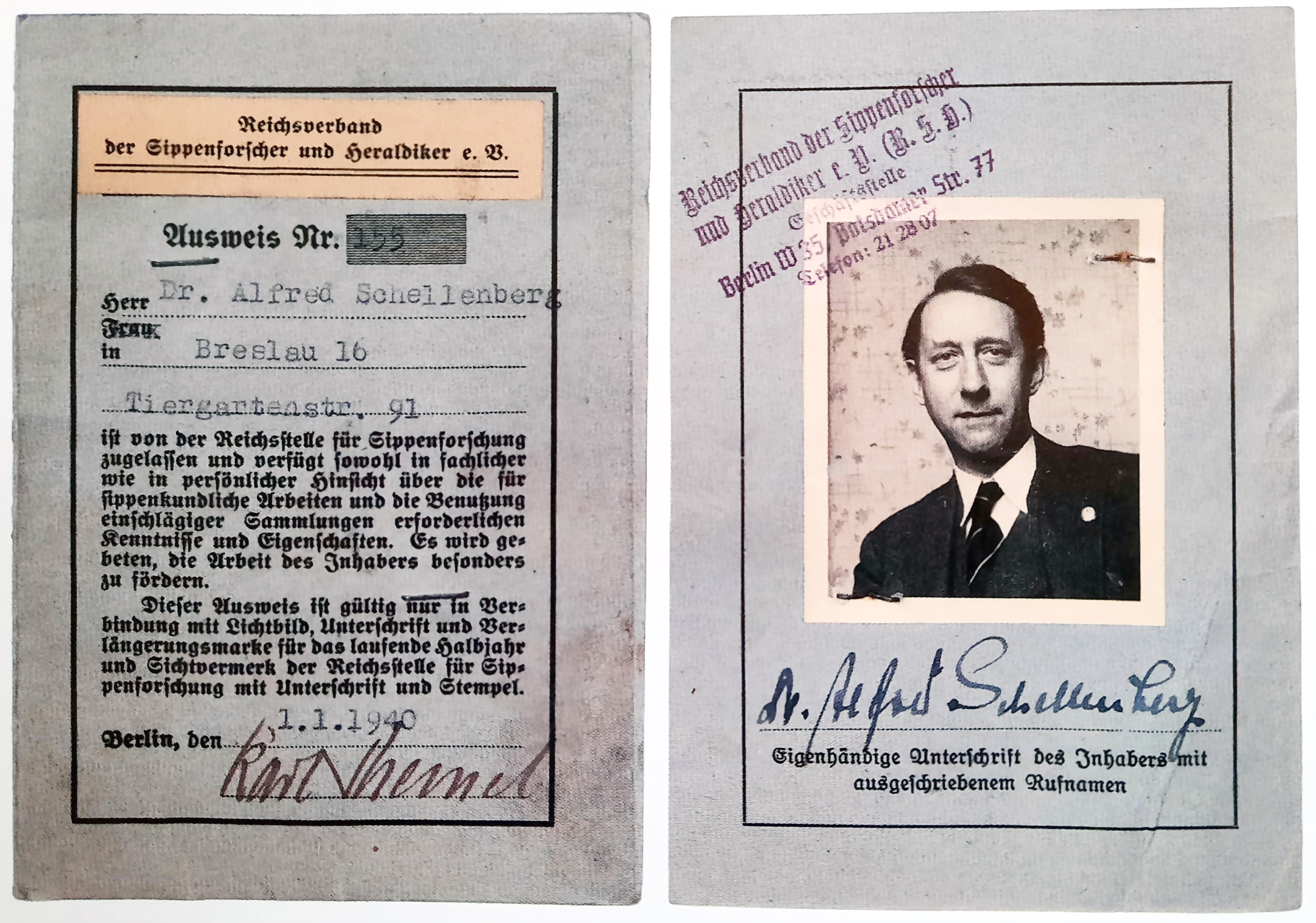
Vereinsausweis von Alfred Schellenberg (1940)

Alfred Schellenberg wurde als Sohn des Architekten Emil Gustav Schellenberg (1854–1916) und dessen Frau Luise Auguste (1857–1915) geboren. Er entstammte damit der Familie Schellenberg. Er hatte vier Geschwister, von denen zwei bereits im Kindesalter starben. Sein Vater hatte ein Baugeschäft in München und war in leitenden Funktionen Architekt in Tübingen (1892), Stuttgart (1896) und Stolberg (1899).
Alfred Schellenberg absolvierte sein Abitur im Jahr 1909 in Helmstedt und studierte anschließend in Breslau, Freiburg im Breisgau und Berlin Kunstgeschichte, Philosophie und Germanistik. Im Jahr 1919 wurde er in Berlin promoviert.
Sein Studium wurde durch den Ersten Weltkrieg in die Länge gezogen, als er in Belgien und Frankreich in Kämpfe involviert war. Dafür erhielt er im Jahr 1916 das Eiserne Kreuz II. Klasse, 1917 das Braunschweiger Verdienstkreuz und 1919 das silberne Verwundetenabzeichen. Später kehrte er nach Breslau zurück. Er verfasste fortan Beiträge für die Schlesische Zeitung, die Schlesischen Monatshefte, die Schlesische Heimat und den Oberschlesier. Um 1929 befasste er sich mit Bildstickerei und empfing ein Stipendium von der Notgemeinschaft der Deutschen Wissenschaft, womit er durch Europa reisen konnte. Im Jahr 1930 veröffentlichte er seine Forschungsergebnisse über Bildstickerei. In den Jahren 1931 bis 1933 war er Syndikus beim Bund Deutscher Architekten und Ausstellungsleiter bei der Breslauer Messe AG. Im Jahr 1932 bereitete er die Gerhart-Hauptmann-Ausstellung im Schlesischen Museum für Kunstgewerbe und Altertümer in Breslau vor.
Wohl in der zweiten Hälfte der 1930er Jahre trat er der NSDAP bei, wobei sein Parteiausweis den 1. August 1935 als sein Eintrittsdatum verzeichnet, als eigentlich eine Aufnahmesperre bestand. Unter seinem Ausweisfoto steht der 20. September 1938. Er beschäftigte sich mit Genealogie, Heraldik und sogenannter Sippenkunde und veröffentlichte das Schlesische Wappenbuch, Der Sippenforscher und Beiträge im Archiv für Sippenforschung und alle verwandten Gebiete. In letzterem, im Jahr 1937, sein wohl federführendes Werk über den im Jahr 1674 geschaffenen Breslauer Ratsherrenteppich, der sich seit dem Jahr 1910 im Breslauer Museum befindet.
In der Zeitschrift des Vereins für Geschichte Schlesiens rezensierte Schellenberg 1936 das antisemitische Werk Die Juden in Deutschland, herausgegeben vom Institut zum Studium der Judenfrage, das Kapitel wie Juden als Träger der Korruption und Die Kriminalität und rassische Degeneration der Juden enthält. Er befand die Publikation, deren Absicht es sei, „die Schuld des Judentums gegenüber dem deutschen Volk aufzuzeigen“, sei ein „Buch der Tatsachen“ und kam abschließend zu dem Urteil, dies mache es möglich, auch beim „Gegner […] das Verständnis zu wecken, warum unsere Politik gerade so und nicht anders die Judenfrage im Interesse einer gesunden Zukunft des deutschen Volkes lösen mußte“.
Schellenberg war zufolge seines Entnazifizierungsgutachtens, das sein Schüler Heinrich Kiefer im Jahr 1947 anfertigte, vom Schlesischen Landeskulturverwalter Alfred Buchwald zum NSDAP-Beitritt überredet worden. Berichte deuten an, dass Schellenberg mit der „nationalsozialistischen Kunstdoktrin“ nicht einverstanden gewesen war. Er war von der Schlesischen Zeitung entlassen worden, nachdem er im Jahr 1936 „aus politischen Gründen“ bereits seine Lehrstelle an der Staatlichen Akademie für Kunst und Kunstgewerbe verloren hatte. Seiner Entlassung aus der Schlesischen Zeitung war eine „üble Presshetze“ gegen Schellenberg vorausgegangen. Angeblich griff er durch seine Artikel die nationalsozialistische Kunstpolitik an.
Auf die persönliche Einladung Fritz Arlts hin ging Schellenberg Anfang 1940 nach Warschau, wo er mit dem Aufbau des Sippenamts beauftragt wurde. Außerdem war er in die Forschung der Abteilung für Innere Verwaltung des Distriktes Warschau involviert. Im ersten Jahr seines Amtes war er mit der Bevölkerungsstatistik und der Feststellung der Grenzen des Warschauer Distrikts beauftragt. Außerdem sollte er die verschollenen Kirchenbücher aufspüren. Auf eigenen Wunsch hin wurde er aber als Kulturreferent in das Stadtschulamt versetzt. Er hatte nun die Aufsicht über alle städtischen Museen, Bibliotheken und Archive.

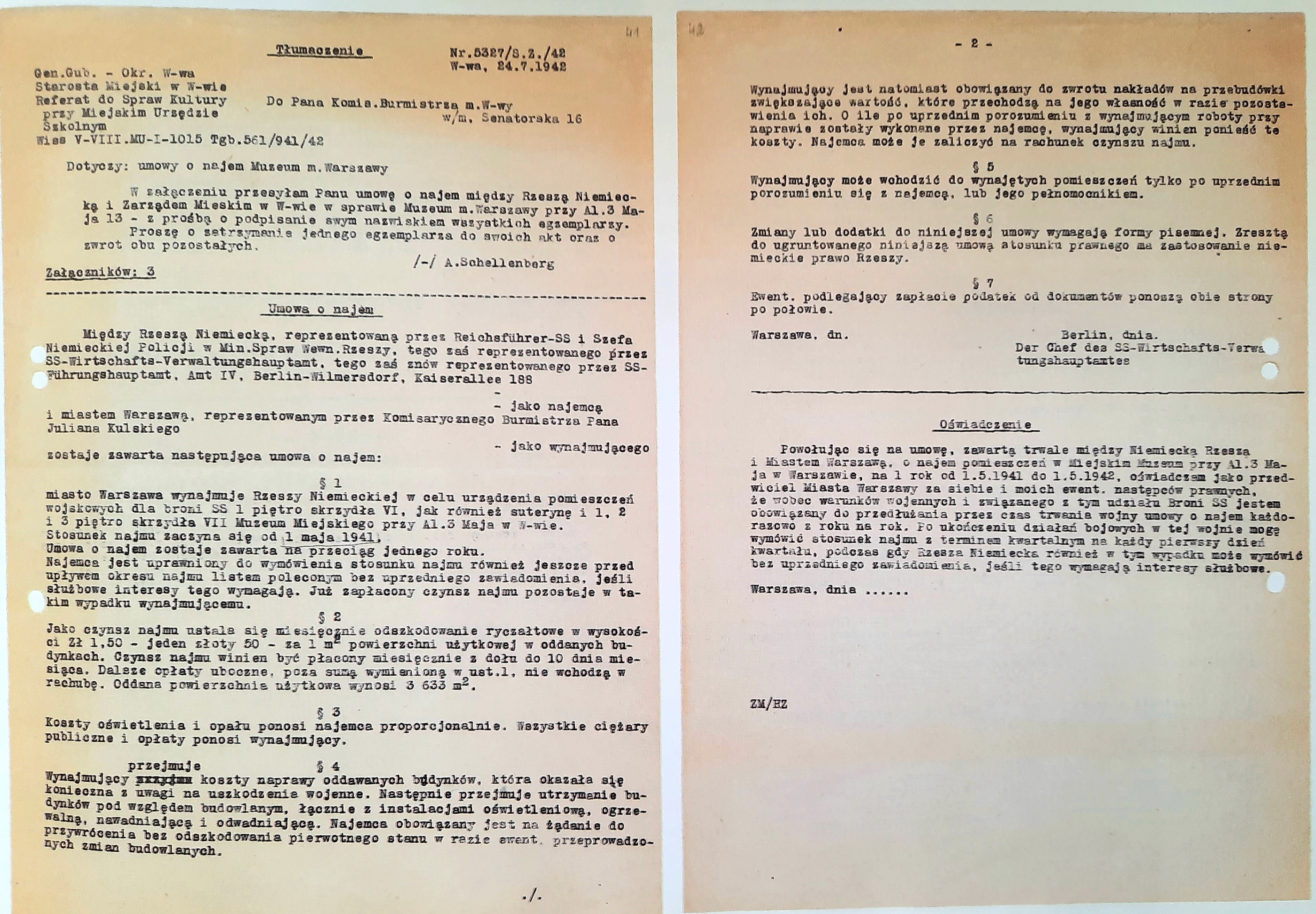
Von Schellenberg weitergeleiteter Mietvertragsentwurf (in Polnisch) vom 24. Juli 1942 über ca. 3.660 m² des Nationalmuseums. Vermieterː Stadt Warschau, Mieterː div. SS-Organisationen.

Im Juni 1941 beauftragte ihn Kajetan Mühlmann mit dem Aufbau der Gruppe Nord, einer der zwei Gruppen der Kulturangelegenheiten im Generalgouvernement. Im weiteren Jahresverlauf wurde er Leiter des Amtes für "Pflege alter Kunst", einschließlich der Außenstelle dieses Amtes für Lublin und Radom. Hintergrund für diese Vorhaben war "nach der NS-Terminologie dass die Bewohner des Generalgouvernements als „rassisch minderwertig“ galten und neben den Jüdinnen und Juden zur Ausplünderung frei gegeben wurden". Mühlmann war insgesamt Schellenbergs Vorgesetzter, mit dem er sich absprechen musste.
Eine der Aufgaben des NS-Kommissars Schellenberg im Jahr 1942 war die Weiterleitung eines vom deutschen ins polnische übersetzten Mietvertragsentwurfs über ca. 3.660 m² des Nationalmuseums in der Straße des 3. Mai (heute: Aleje Jerozolimskie Nr. 3) an den kommissarischen Bürgermeister Julian Kulski. Beginn der Laufzeit war rückwirkend der 1. Mai 1941 mit jeweiliger Verlängerung um 1 Jahr. Vertragsparteien waren der Bürgermeister von Warschau (Vermieter) und evtl. Rechtsnachfolger sowie diverse SS-Organisationen in Berlin (Mieter). Die Dauer des Vertrages war auf die Kriegszeit angelegt, es galten die Mietgesetze des deutschen Reiches, der Vermieter war zur Instandsetzung der Kriegsschäden verpflichtet. Wie sich zeigen sollte, war dieser Mietvertrag die Basis für die späteren Plünderungen der nationalen polnischen Kunstbestände.

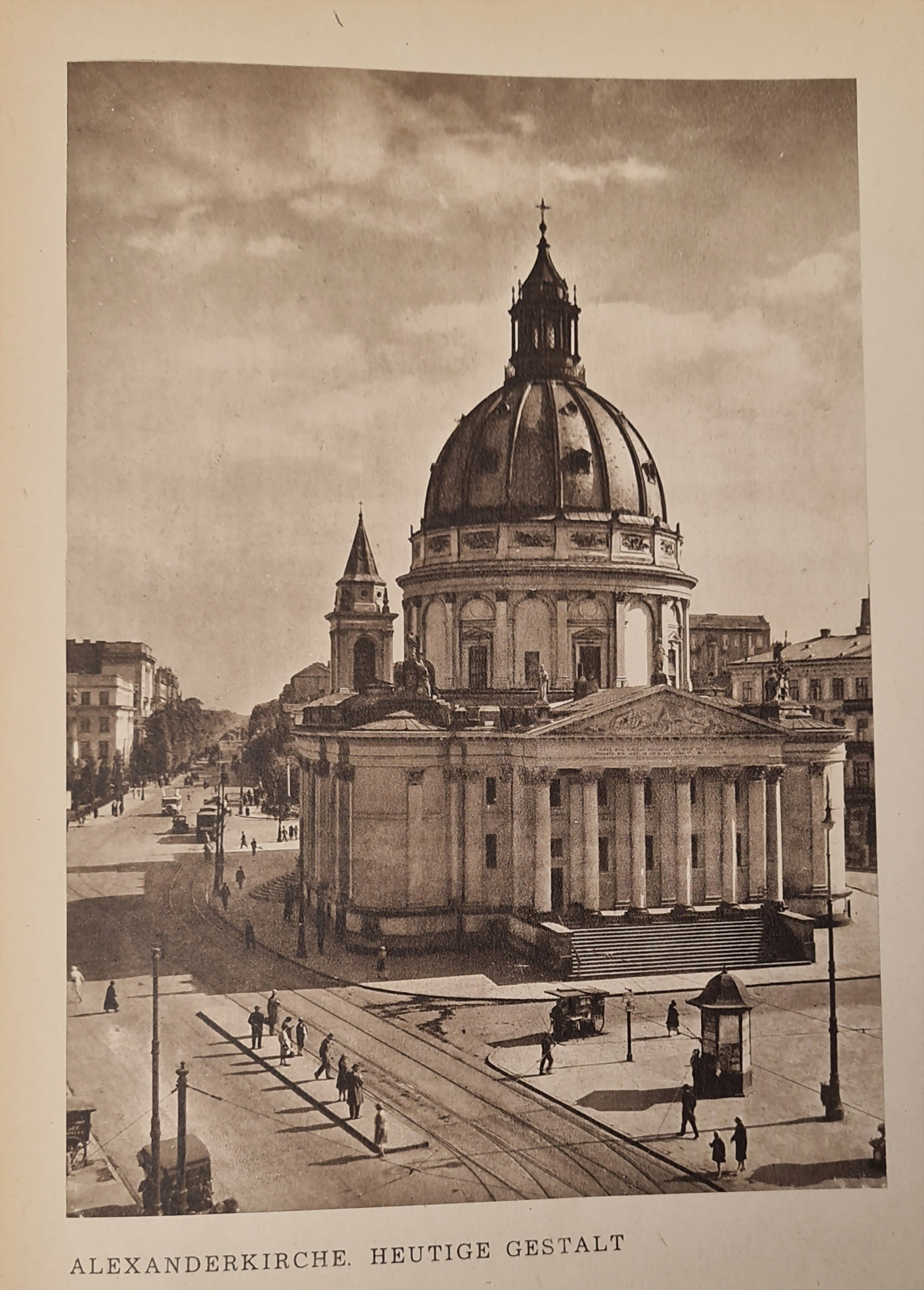
Alexanderkirche Zustand 1944 (aus: "Warschau", K. Grundmann/A. Schellenberg, Buchverlag Deutscher Osten. Krakau 1944, Seite 109)

Schellenberg beaufsichtigte Restaurierungen einiger Gebäude und erstellte ein Verzeichnis Warschauer Baudenkmäler einschließlich der Umgebung. Er setzte sich gegen die Verwendung alter Glocken für die Rüstungsindustrie ein. Sein Versuch, das Nationalmuseum wiederzueröffnen, war nicht erfolgreich. Wissenschaftlich hatte er sich nun auf die Warschauer Werke Andreas Schlüters konzentriert.
Im Jahr 1944 veröffentlichte Schellenberg zusammen mit Karl Grundmann eines seiner wichtigsten Werke, über die deutsche Architekturgeschichte in Warschau. Er beschrieb die Stadt als einen „der wichtigsten Eckpfeiler mitteleuropäischer Kultur im Osten“. Dabei bemerkte er die nach seinen Worten Slawisierung deutsch- oder germanischstämmigen Kulturguts in Warschau nach der Gründung der Zweiten Polnischen Republik (1918), vernachlässigte aber nicht die italienischen Einflüsse in der Architektur Warschaus.
Im Vorwort wird durch Georg Wilhelm Buchner allerdings eine nationalsozialistisch gefärbte gedankliche Landnahme deutlich:

„…Wer aus dem Westen, aus dem Alten Reich, nach Warschau kommt, ist zunächst nicht sonderlich überrascht und beeindruckt von dem internationalen Charakter der neueren Stadtteile rund um das Bahnhofsviertel, der sich von anderen modernen europäischen Metropolen nicht wesentlich unterscheidet. Wenn man jedoch durch die neueren Straßen und Plätze spaziert und sich über "Nowy Świat" und "Krakowskie Przedmieście" dem alten Teil der Stadt nähert, der mit der aktuellen Situation gewachsen ist, ändert sich der Eindruck überraschend und nachhaltig. Hier und da sieht man prächtige, meist barocke Palastfassaden, dazwischen hoch aufragende Kirchen mit dunklen, behelmten Türmen oder geschwungene Barockfassaden, schön in die Straße oder den Platz integriert, manchmal feierlich von der Straße entfernt und an ruhigen, zurückhaltenden Plätzen platziert, oft mit klosterähnlichen Bauten, dann wieder seltsame Villen und andere Gebäude aus früheren Zeiten, elegant durch niedrige Veranden und Höfe von der Straße getrennt: Je weiter weg, desto wärmer und aufgeregter, und ähnliche Klänge sind aus der Ferne zu hören - vertraute deutsche Stadtbilder, wie Dresden, Breslau, Danzig, Prag, die neuen schwachen Zutaten und kulturlosen Eindringlinge späterer Zeiten verschwinden immer stärker. Das Königsschloss zieht eine wunderbare Weite und Ausbuchtung an. Enge Gassen führen durch hohe, schmale Spalten zum Schlossplatz. Hier beginnt der älteste und eindrucksvollste Stadtteil Warschaus, die Altstadt, mystisch und dunkel: Von den Mauern der Hauptstraßen ist wegen der engen Gassen nur ein kleiner Teil des Himmels zu sehen, und selbst wenn die Sonne scheint, ist das Licht hier dämmrig….
 “

Im Herbst 1944 erlebte Schellenberg den Warschauer Aufstand und die Zerstörung Warschaus durch die deutsche Besatzung. 80 Prozent der Innenstadt wurden zerstört. Für Schellenberg waren die barbarischen Zerstörungen der deutschen Soldaten, die auch das Nationalmuseum für ihre Unterkunft plünderten, nicht nachvollziehbar, wie sich Stanisław Lorentz erinnerte. So richteten sie sich beispielsweise mit den historischen Gobelins Lager ein, Schellenberg versuchte erfolglos, sie davon abzuhalten. Anfang November 1944 beaufsichtigte Schellenberg die Evakuierung des Museums.
Genaue Details darüber ergeben sich erst Jahrzehnte später:

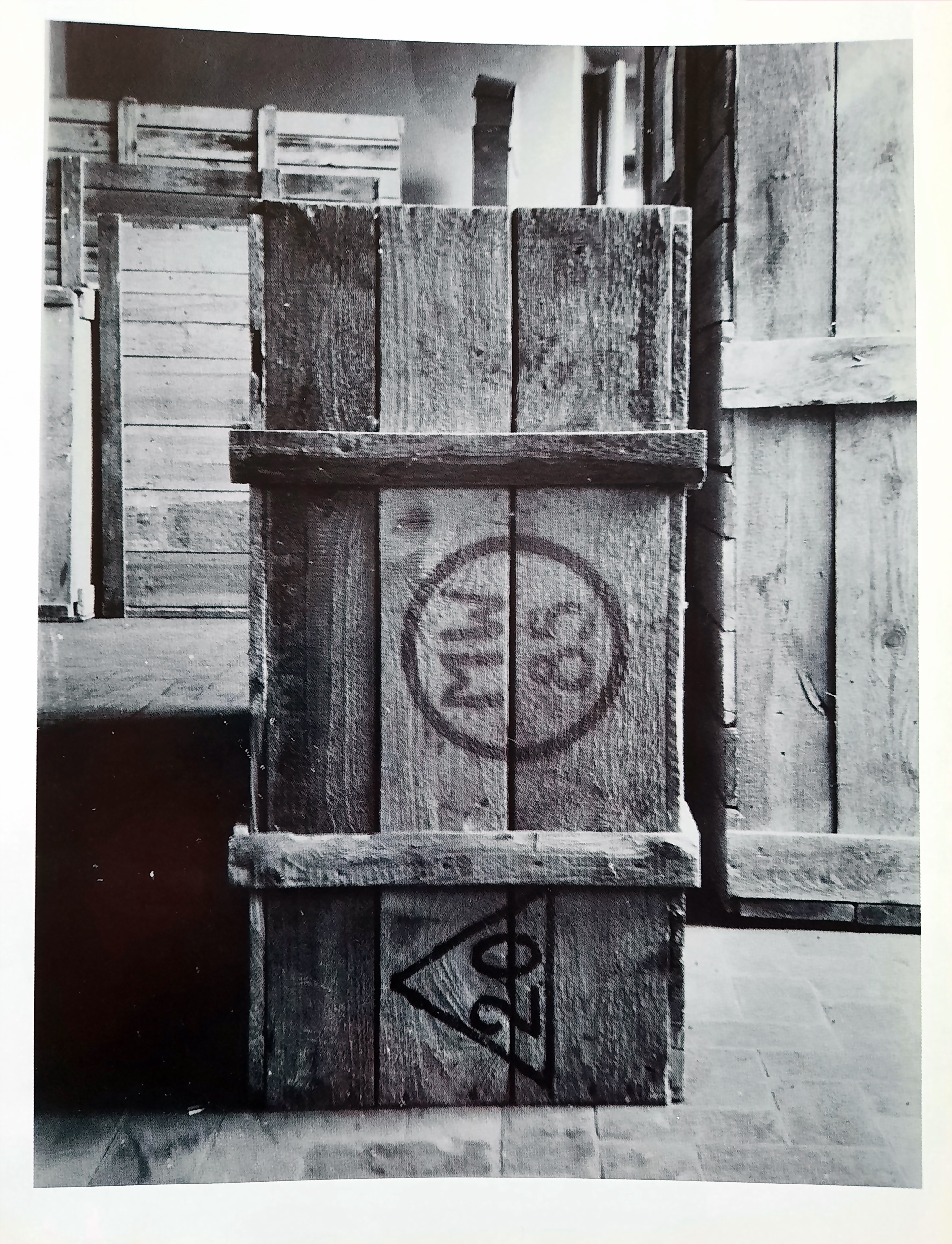
Kisten mit musealischen Objekten, vorbereitet durch die Fa. Schenker & Co. auf Anordnung von Dr. Alfred Schellenberg, zum Abtransport aus dem Nationalmuseum Warschau im November 1943

„że decyzje o ewakuacji zbiorów muzealnych ... działania tego typu były często prowadzone przez specjalne komanda SS lub policji. (...) Mimo poważnych trudności z uzyskaniem ... opiekował się zasobami Muzeum Narodowego w Warszawie.”

„Die Entscheidung über die Evakuierung von Museumssammlungen, Archiven und Bibliotheken sei wegen der plötzlichen Ereignisse an der Ostfront im engen Kreis von zivilen und militärischen Behörden getroffen worden. Der Umzug selbst, darunter auch der des Nationalmuseums in Warschau, erfolgte im Herbst 1944 heimlich und unter besonderen Sicherheitsmaßnahmen. Solche Aktionen, die von Spezialkommandos der SS oder der Polizei durchgeführt wurden, waren häufig. (...) Trotz der ernsten Schwierigkeiten, Nachrichten über die „Evakuierung“ von Kunstwerken aus dem Generalgouvernement (GG) in der zweiten Hälfte des Jahres 1944, gelang es Museumsmitarbeitern in Warschau und Krakau festzustellen, dass die wertvollsten Sammlungen nach Niederschlesien exportiert wurden. Informationen dazu finden wir unter anderem im Tagebuch von Stanisław Lorentz, der sich während der gesamten Besatzungszeit um die Bestände des Nationalmuseums in Warschau kümmerte.“

Am 11. September 1944 bemerkte Lorentz:

„o godz. 5 pp. przyjechał do Muzeum dr Alfred Schellenberg ... dnia i załadował do pociągu w Pruszkowie.”

„Um 5 Uhr taucht Dr. Alfred Schellenberg, Beauftragter der Warschauer Museen im Nationalmuseum auf. Seine Anwesenheit resultierte auf Weisung von Ludwig Fischer, Gouverneur des Distrikts Warschau, um Kisten mit den wertvollsten Sammlungen abzutransportieren, die vor der Zerstörung bewahrt werden sollten. Von Direktor Lorentz befragt, wohin sie gebracht würden erklärte er, sie würden nach Deutschland gebracht, und als er weiter befragt wurde, gab er das Riesengebirge an, so wie die Krakauer Sammlungen, die bereits alle abtransportiert wurden und wie ein Teil des Bestandes aus Wilanów, die er am Vortag persönlich mitgenommen und in Pruszków in den Zug geladen hatte.“

Die Kunstwerke, die von Alfred Schellenberg transloziert wurden, landeten in Repositorien, die in Świdnica erstellt wurden, sowie bei Schloss Kynau (Zagórze Śląskie), im Schloss Michelsdorf (heute Michałów), in einer Entfernung von 2–3 km von Kynau und in der Nähe von Strigau Strzegom".
Im April 2020 wurde im Rahmen des „Daphne“-Projekts bekannt, dass sich bei zwei „hinreißend schönen Lackmöbeln“ im Kunstgewerbemuseum Dresden um Raubkunst aus Schloss Wilanów bei Warschau handelt.
Schellenberg, der „seinen Aufgaben als Kunst- und Kulturschützer in der nationalsozialistischen Verwaltungsmaschinerie möglichst sorgfältig nachzukommen“ versucht hatte, floh um die Jahreswende 1944/45 mit seiner Familie nach Deutschland, wo sie nach Beverungen a. d. Weser zogen. Nach seinem Antrag an den Entnazifizierungsausschuss am 6. Januar 1947 wurde zu seiner Entlastung u. a. festgestellt, dass Schellenberg im Nationalsozialismus kein Aktivist gewesen sei, zum Parteieintritt gedrängt worden wäre und ständig Schwierigkeiten mit der Partei gehabt habe. Ab dem Jahr 1952 lebte er mit seiner Familie in Düsseldorf. Er starb fünf Jahre darauf am 18. Februar 1957.

## Posthume Beschreibung durch Lorentz
Sein einstiger Weggefährte Stanisław Lorentz beschrieb Schellenberg in einem Interview in den 1980er Jahren:

„Mittelgroß, blond, sah sehr deutsch aus, hatte aber einen ziemlich sympathischen Gesichtsausdruck. Auf jeden Fall hatte er nicht dieses für Nazis typische, preußische, arrogante, hochmütige Aussehen. Wenn wir zu zweit waren, hat er sich korrekt und sogar anständig benommen. Natürlich nahm er, wenn er mit anderen Deutschen zusammen war, vor allem mit Angehörigen der SS oder Vertretern höherer Stadt- oder Kreisbehörden, eine amtliche Haltung an. Für uns im Museum war er eher ein harmloser und in manchen Fällen sogar ein nützlicher Kommissar, obwohl seine Macht ziemlich begrenzt war und in allen wichtigeren Fällen seine Vorgesetzten die Entscheidungen getroffen haben. Er selbst war kein eifriger Nazi.“

## Schriften (Auswahl)
- Die deutsche Bildstickerei des Mittelalters. Raabe, Oppeln 1930 (Sonderdruck aus: Montagsblatt. Wissenschaftliche Beilage der Magdeburgischen Zeitung, 72. Jahrgang. 1930. S. 265 ff.).
- Schlesisches Wappenbuch (= Bücherei deutscher Wappen und Hausmarken in Städten und Landschaften. Band 2). Starke, Görlitz 1938 (archive.org).
- (Hrsg.): Der Sippenforscher. Sippenkundliche Aufsätze. 2 Hefte. W. G. Korn, Breslau 1938.
- Warschau. Buchverlag Deutscher Osten. Krakau 1944 (gemeinsam mit Karl Grundmann).
- Andreas Schlüter (= Schriftenreihe des Göttinger Arbeitskreises. Heft 14). Holzner, Kitzingen 1951.
  - Schellenberg hat außerdem zahlreiche Beiträge in Zeitungen, Sammelwerken und Zeitschriften verfasst.